# Jan F. Kurth
Jan Friedrich Kurth (* 9. September 1982 in Preetz) ist ein deutscher Jazz- und Improvisationsmusiker (Gesang, Elektronik, Komposition).

## Leben und Wirken
Kurth stammt aus einer musikalischen Familie (sein Vater ist der Pianist und Musikredakteur Ulrich Kurth, sein jüngerer Bruder der Gitarrist Matthias Kurth) und wuchs in Köln auf. Er widmete sich zunächst dem Blockflötenspiel und sprang eher zufällig als 14-Jähriger in der Schulband als Sänger ein. Erst mit 19 Jahren entschied er sich für den Jazz und absolvierte eine Ausbildung an der Kölner Jazzhaus-Schule. An der Hochschule für Musik Carl Maria von Weber Dresden studierte er bei Céline Rudolph von 2003 bis 2008 Jazzgesang sowie Blockflöte bei Uta Schmidt, von 2010 bis 2013 Filmmusik bei Cornelius Schwehr an der Freiburger Musikhochschule.
Mit dem Quartett Lautstark 4 legte er ein erstes Album vor. Im Projekt shortlivemusic trifft er auf experimentelle Kurzfilme. Seit 2010 gehört er dem Freiburger F-Orkestra um Harald Kimmig an. Mit dem Regisseur Jörg Behr entwickelte er ein Stück an der Grenze zwischen Musiktheater und Schauspiel auf der Grundlage von Euripides’ Helena. Für die Ludwigshafener Aufführung von Gilgamesch in der Regie von Hansgünther Heyme verantwortete er 2014 die Musik. Weiterhin komponierte er die Musik für diverse Filme, zuletzt für Sehweisen (2017) von Jörg Schmidt-Reitwein. Zudem improvisiert er im Duo Vokal Experimental und im Duo mit Laptop-Musiker Ephraim Wegner, erkundet mit The Swindlers die Musik von King Crimson und tritt in Solokonzerten auf. Mit der Komponistin Anne Munka bildete er das Stimm-Duo „Die soziale Gruppe“ und führte 2019 das Hörstück Onomatonien auf.

## Diskographie (Auswahl)
- Lautstark 4 Autark (JazzHausMusik 2008, mit  Lutz Streun, Matthias Kurth, Demian Kappenstein)
- Jan F. Kurth & Ephraim Wegner Rare Bird (2014)
- Mahaphon Clang Mela Thing (morgenland/Jazzwerkstatt 2016, mit Demian Kappenstein, Matthias Kurth, Ramesh Shotham)
- The Swindlers Talk! (Unit Records 2017, mit Jonathan Sell, Konrad Wiemann, Nico Hutter)